# Kabelskibaan

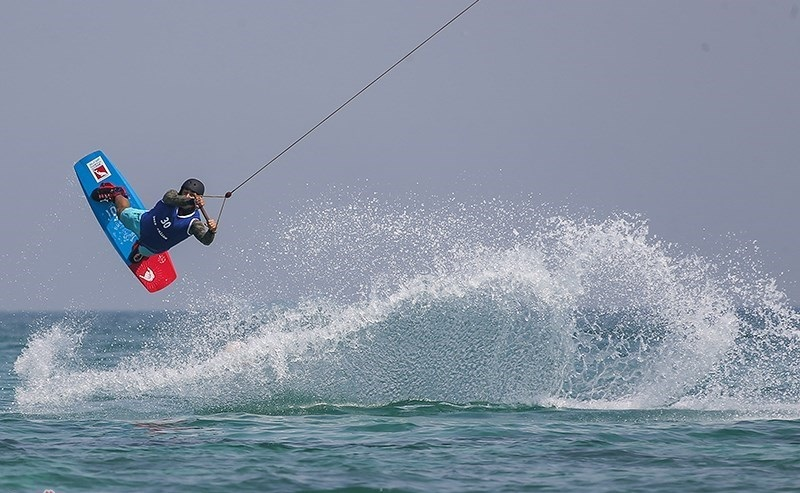

Een kabelskibaan of teleskibaan is een installatie waarmee een waterskiër als met een soort sleeplift voorgetrokken wordt. Traditioneel gebeurt waterskiën door voortrekking met een speedboot.
Bij het kabelskiën wordt er staande gestart, of zittend vanaf een helling. Kabelskibanen bevinden zich gewoonlijk in een binnenwater.
De stalen kabel van een kabelskibaan, met een lengte tussen 600 en 1500 meter, vormt een grote lus en is op een hoogte van ongeveer acht meter boven het wateroppervlakte gemonteerd. De kabel is bevestigd aan een aantal grote masten langs het parcours. De kabel wordt voortgetrokken door een elektromotor.
Aan deze kabel zijn op elke 100 meter beugels (meenemers genoemd) bevestigd, waar treklijnen aan bevestigd kunnen worden. Aan de uiteinden zijn handvatten bevestigd waaraan de waterskiër zich vasthoudt. Er kunnen zo tussen zes en vijftien mensen tegelijk de kabelskibaan gebruiken.
De snelheid van een kabelskibaan bedraagt tussen 0 en 58 kilometer per uur. Per waterskitype (waterski, wakeboarden, enz.) wordt de snelheid aangepast. Zo is een snelheid met een wakeboard bij meer dan 40 kilometer per uur nauwelijks vaarbaar. Met een enkele waterski zijn snelheden tot 58 kilometer per uur echter goed te doen. Ook is het met de kabelskibaan mogelijk om met blote voeten te skiën.

## Geschiedenis
In de jaren zeventig maakte een Duitse ingenieur van skiliften, ene Rixen, kennis met waterskiën in Nederland met een speedboot. Hierin zag hij enkele nadelen, zoals dat het relatief duur was, de lange wachttijden die erbij kwamen kijken en de risico's op het open water waardoor de waterskiër afgeleid wordt van het waterskiën. Om een oplossing te vinden voor deze nadelen, vond hij de kabelskibaan uit.

## Kabelskibanen in Nederland en België
In België zijn er kabelskibanen:
- The Spin Cablepark in Froidchapelle
- Belgium Cable Park in Tertre
- The Outsider Cablepark in Recreatiedomein De Donk, Oudenaarde
- Lakeside Paradise in Knokke-Heist
- Wake Up Antwerpen in Galgenweel
- Goodlife Cablepark in Meer, Hoogstraten
- Terhills Cablepark in Dilsen-Stokkem

In het verleden waren er in Walibi Belgium en Bernissart kabelskibanen (en ook in Speelland Beekse Bergen). Het was overigens de oprichter van Walibi Belgium, Eddy Meeùs, die de teleski in de Benelux introduceerde.
In Nederland zijn er kabelskibanen op de volgende locaties:
- Burnside Cablepark, Kievitsveld, Emst (Gelderland)
- Het Rutbeek, Enschede (Twente)
- Zegerplas, Alphen aan den Rijn (Zuid-Holland)
- Grunopark, Harkstede (Groningen)
- Wollebrand, Honselersdijk (Zuid-Holland)
- Recreatieplas Aquabest, Best (Noord-Brabant)
- Weerwater, Almere (Flevoland)
- Ermerstrand, Erm (Drenthe)
- Veerse Meer, Kamperland (Zeeland)
- De Kempervennen, Westerhoven (Noord-Brabant)
- Stroombroek, Braamt (Gelderland)
- Berendonck, Wijchen (Gelderland)
- Down Under Cableway, Nieuwegein (Utrecht)
- Project 7 Nesselande(Zuid-Holland), vanaf mei 2016
- Lakeside, Zwolle (Overijssel)

## Galerij
|  |  |  |